# Deportivo Cali
O Deportivo Cali é um clube polideportivo da cidade colombiana de Cáli, fundado em 23 de novembro de 1912, mais conhecido pela prática do futebol, mas que também compete em outras modalidades como o basquete e a natação, proprietário do maior estádio particular da Colômbia.
No futebol profissional, conquistou dez títulos de campeão nacional, tornando-se o quarto clube colombiano com mais títulos nacionais. Também foi campeão da Copa da Colômbia em 2010 e da Superliga da Colômbia em 2014. 
Internacionalmente os seus maiores destaques foram em duas ocasiões ser vice-campeão da Copa Libertadores da América, a principal competição continental, em 1978 e 1999, além de ter sido vice-campeão da Copa Merconorte em 1998.

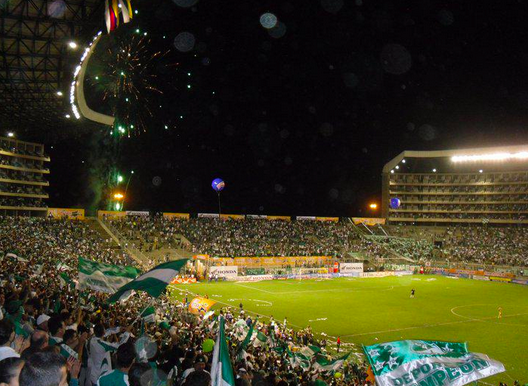
Estádio Deportivo Cali, para 44.000 espectadores.

## História

### Era amadora
O Cali Football Club foi fundado por estudantes que voltavam da Europa com as regras do futebol, foi o clube precursor do atual Deportivo Cali. Ao chegar à cidade de Cali foram organizadas sob os professores estrangeiros que vivem em Cali. Em 23 de novembro de 1912 a equipe é organizada, ao mesmo tempo, o seu primeiro treinador é o catalão Francisco Villa Bisa. A primeira partida foi entre ele mesmo. Cali FC "A" contra o Cali FC "B". O resultado terminou 3-1 a favor do elenco "A". O público foi de 300 torcedores.
Em 1927 o Cali FC troca seu nome para Deportivo Cali e vai representar o departamento de Valle del Cauca em jogos nacionais, no qual ganharam os títulos de 1928-1930.

### Era profissional
O Deportivo Cali foi um dos clubes fundadores da Liga profissional Colombiana. Em 1948 ele jogou a primeira temporada profissional. Seu primeiro jogo foi uma derrota por 2-0 contra o Junior e sua primeira vitória foi por 4-1 contra o Atletico Municipal. No final da temporada, terminou em oitavo.
Em 1949, o clube contratou o peruano Valeriano Lopez e outros jogadores daquele país para formar o que se recorda como "El rodillo negro de Cali" em um momento em que o futebol colombiano ostentava  um poder económico (el "Dorado"). Esta equipe disputou ponto a ponto com o Millonarios, onde jogou Alfredo Di Stefano, alcançando o segundo lugar em 1949 e o terceiro lugar em 1950.
Contudo, a era dourada do Deportivo Cali chegaria na década de 60, quando conquistou três campeonatos. A equipe de Cáli conquistou até agora 10 títulos da Liga, e conseguiu se tornar a primeira equipe da Colômbia a chegar a uma final da Copa Libertadores da América, quando perdeu para o Boca Juniors em 1978.
Em 1965 ganhou o primeiro título, depois de um início vacilante da equipe, foi consolidada por vencer o torneio. O artilheiro da equipe foi Jorge Ramirez Gallego, com 32 gols, enquanto o jogador com mais partidas foi Iroldo Rodrigues de Oliveira, com 46. Em 1967, obteve o segundo título, este ano a equipe foi definido pelos especialistas como uma demonstração de poder, sincroização, bom toque, gols (o segundo maior em número de gols no campeonato), força, qualidade e classe. O brasileiro Iroldo Rodrigues de Oliveira foi a grande figura nessa época inesquecível.
Em 1969 o Deportivo conseguiu o seu terceiro título, marcando 107 gols na temporada, e o quarto título em 1970, bicampeonato conduzido pelo peruano Miguel Loayza, que foi a grande figura da equipe, com o argentino Juan Carlos Ramirez e Jorge Gallego Lallana sendo os artilheiros.
Sob a liderança técnica do iugoslavo Vladimir Popovic, o Deportivo Cali venceu seu quinto campeonato em 1974, Pedro Antonio Zape estava no gol e Aristides del Puerto, paraguaio marcou 32 gols.
Depois de uma seca de 22 anos, em 1996, obteve o sexto título em uma grande campanha, permanecendo em primeiro por toda a temporada, neste ano, pela primeira vez um treinador colombiano foi o campeão, "o sardento" Fernando Castro Lozada.
Em 1998, alcançou seu sétimo título, com uma equipe composta por R. Dudamel, M. Marero, A. Mosquera, M. A. Yepes, G. Bedoya, M. Zapata, H. Gaviria, J. W. Perez (A. Viveros), A. Betancourth, M. Candelo, V. Bonilla.
Em 2005, o Deportivo venceu o oitavo título depois de liderar todas as fases e vencer o Júnior por apenas um gol na roda semifinal. No final, o time ultrapassou o placar agregado de 3-0 para o Real Cartagena. Nesse ano a equipe foi qualificado para a Copa Sul-Americana de 2005 contra o Atlético Nacional. O primeiro jogo foi no Pascual Guerrero de Cali, onde venceram por 2-0, mas no Atanasio Girardot, o Nacional venceu por 2-0, o que levou a uma disputa de pênaltis, no qual perdeu por 7-6. Já em 2007, conseguiu classificar-se a Copa Sul-americana de 2008, mas perdeu para o maior rival, o América de Cali.

### Vice-campeonatos da Copa Libertadores
Em 1978, a equipe alvi-verde jogou a final da Libertadores contra o Boca Juniors da Argentina, tornando-se o primeiro time colombiano na final da competição, para a má sorte da equipe empatou sem gols em casa e perdeu por 4-0 na La Bombonera, sendo 4-0 no placar agregado. Em 1999, novamente disputou a final da Copa Libertadores contra o Palmeiras. Na primeira partida o alvi-verde de Cali venceu em casa por 1-0 e perdeu a segunda partida por 2-1, que levou a partida para os penaltis . O resultado final foi 4-3 a favor do Palmeiras. Hoje o Deportivo Cali da Colômbia é uma clubes com mais estrutura e poder econômico. Atualmente construiu seu próprio estádio e um centro de esportes.

## Títulos
| Nacionais | Nacionais             | Nacionais | Nacionais                                                          |
|           | Competição            | Títulos   | Temporadas                                                         |
| --------- | --------------------- | --------- | ------------------------------------------------------------------ |
|           | Campeonato Colombiano | 10        | 1965, 1967, 1969, 1970, 1974, 1996, 1998, 2005-II, 2015-I, 2021-II |
|           | Copa Colômbia         | 1         | 2010                                                               |
|           | Superliga da Colômbia | 1         | 2014                                                               |

## Campanhas de destaque
Internacionais
- Vice-campeão da Copa Libertadores (2): 1978 e 1999.

- Vice-campeão da Copa Merconorte (1): 1998.

Nacionais
- Vice-campeão da Copa Colômbia (2): 1981, 2019

## Transferências
Legenda
| - : Jogadores que retornam de empréstimo | - : Jogadores emprestados |

## Sedes e estádios

### Pascual Guerrero
Durante a maior parte de sua história no futebol colombiano, o Deportivo Cali jogou seus jogos em casa no Estádio Olímpico Pascual Guerrero.

### Deportivo Cali
Deportivo Cali é o primeiro time colombiano a ter seu próprio estádio. A pré-abertura do Estádio Deportivo Cali foi realizada no final de 2008, com um amistoso entre as equipes da Colômbia e da Nigéria. Mais tarde, em 21 de fevereiro de 2010, realizou a sua abertura oficial contra o Deportes Quindío. No entanto, em um primeiro momento o estádio em si ainda não havia sido entregue, com o time jogando de modo alternado no Pascual Guerrero, que estava passando por reparos na tentativa de sediar a Copa do Mundo Sub-20 de 2011, mas após essa fase inicial o clube passou a apresentar-se definitivamente em seu estádio.

## Rivalidades

### Deportivo Cali × América de Cali

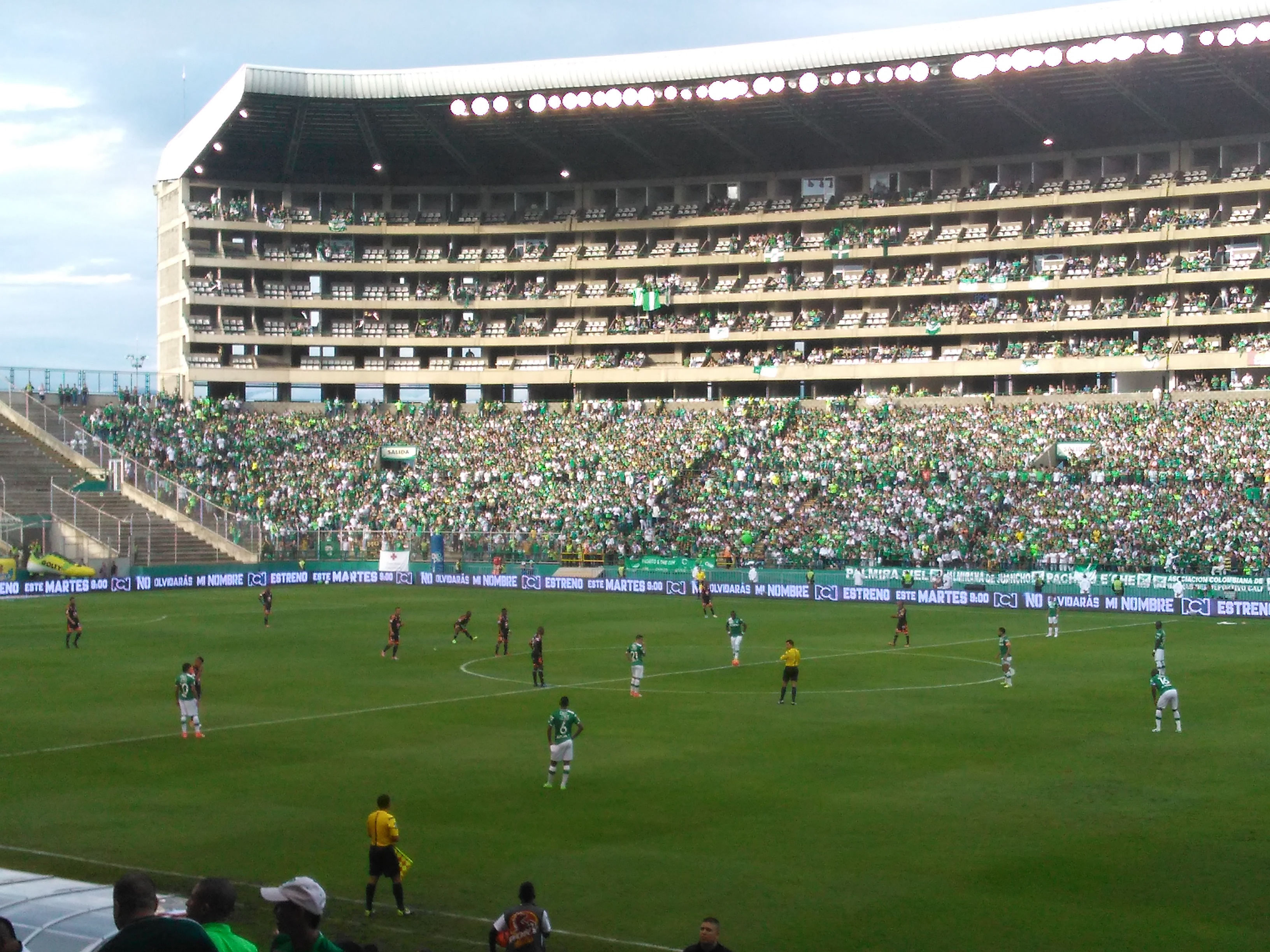
O clássico Vallecaucano em 2017.

Deportivo Cali tem muitos rivais, o mais comum é o outro time da cidade, o América de Cali, a grande rivalidade entre as suas barras tem provocado cenas de pancadarias e lutas. Este é o mais antigo clássico e mais vezes jogado na Colômbia.
O clássico foi jogado 267 vezes no Campeonato Colombiano de Futebol (desde 1948 até hoje, não leva em conta os jogos ou torneios internacionais, ou Copa Colômbia), o Deportivo está na frente porque ganhou 11 clássicos a mais que o América, no total o Deportivo venceu 98, o América venceu 87 e houve 82 empates.
Cali é uma das cidades mais tradicionais no futebol do país, graças aos títulos conquistados pelo alvi-verde no torneio de 2021-II e pelos Diabos Vermelhos  no torneio de 2020. Com as duas equipes da cidade no Valle del Cauca, somou-se um total de 25 títulos, um mais do que suas contrapartes em Bogotá (Millonarios e Santa Fé).
As primeiras informações que temos do clássico é o final de um torneio do departamento em 1931, em que o vencedor foi o América de Cali, 2-1, mas o árbitro decidiu anular os 2 do América por impedimento. O América foi destituído do título, que declara vencedor o Deportivo por 1-0.
Em 1969, a final do nacional foi disputada em um triangular entre Deportivo, América e o Millonarios, o Deportivo venceu os dois jogos do Millonarios, o América foi o vencedor do primeiro por 3-2 e o segundo terminou em 2-2, foi coroado campeão com 7 pontos, o América foi vice-campeão com 3 pontos e o Millonarios ficou em terceiro com 2 pontos (na época dava-se 2 pontos para o vencedor de uma partida e não 3 que se da hoje).
Em 1985 e 1986, o América foi o campeão e o vice foi o Deportivo. Em 1996, o Deportivo foi campeão na última partida em um clássico diante do América.

### Deportivo Cali × Atlético Nacional
O clássico entre Atlético Nacional e Deportivo Cali foi muito forte nos anos 1980 e 1990. Mesmo hoje, a rivalidade ainda é grande. É considerado o clássico entre os verdes.

### Outras rivalidades
Deportivo Cali também tem rivalidades com outras equipes como o Millonarios (considerado como o clássico velho) e Santa Fe. Da mesma forma que outras equipes, possui uma rivalidade menos intensa com o Independiente Medellín.

## Presidentes
| Presidente                  | Período       |
| --------------------------- | ------------- |
| Genaro Otero Vázquez        | 1912-1943     |
| Camilo Caycedo Méndez       | 1943-1945     |
| Arcesio Silva Ledesma       | 1945-1947     |
| Armando Bohórquez           | 1947-1948     |
| Venancio Solórzano          | 1948-1949     |
| Carlos Sarmiento Lora       | 1949-1954     |
| Guillermo Otoya Rengifo     | 1954-1959     |
| Alex Gorayeb                | 1959-1962     |
| Camilo Barreneche           | 1962-1964     |
| Edgar Vásquez Madriñán      | 1964-1965     |
| Héctor González Quintero    | 1965-1967     |
| Alex Gorayeb                | 1967-1983     |
| Pedro José Piedrahita Plata | 1983-1984     |
| Nelson Garcés Vernaza       | 1984-1985     |
| Aurelio Grimberg            | 1985-1990     |
| Carlos Arcesio Paz          | 1990-1993     |
| Humberto Arias              | 1993-1996     |
| Óscar Astudillo             | 1996-1997     |
| Humberto Arias              | 1997-2005     |
| Rodrigo Otoya Domínguez     | 2005-2009     |
| Hebert Celín                | 2009-2010     |
| Fernando Marín              | 2010-2011     |
| Óscar Astudillo             | 2012-2013     |
| Álvaro Martínez             | 2013-2017     |
| Juan Fernando Mejía         | 2018-2019     |
| Marco Caicedo               | 2020-2022     |
| Luis Fernando Mena          | 2022-2023     |
| Guido Jaramillo             | 2023-2024     |
| Humberto Arias Jr.          | 2024-presente |